# Indigene Völker Taiwans

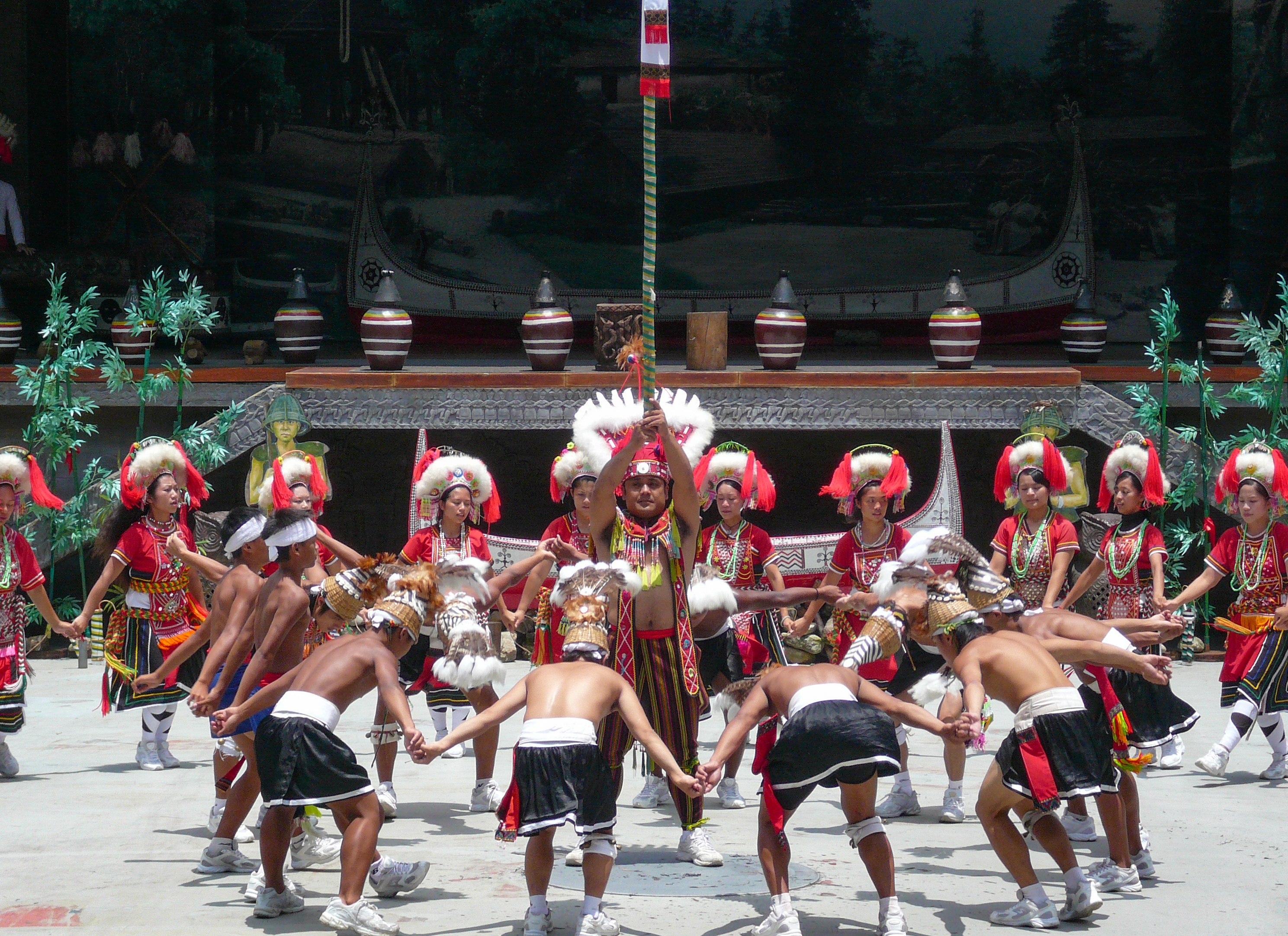
Amis bei traditionellem Tanz.

Indigene Völker Taiwans (chinesisch 原住民, Pinyin yuánzhùmín, W.-G. yüan2chu4min2 – „Ureinwohner, Urbevölkerung“, taiwanisch: goân-chū-bîn) ist ein Sammelbegriff für die verschiedenen austronesischen Ureinwohnerstämme in Taiwan. Von der taiwanischen Regierung werden heute 16 Ureinwohnervölker offiziell anerkannt. Die anerkannten indigenen Völker haben heute einen Anteil von etwa 2,36 % an der Gesamtbevölkerung Taiwans (Stand Mai 2017: 555.438 Menschen).

## Bezeichnung

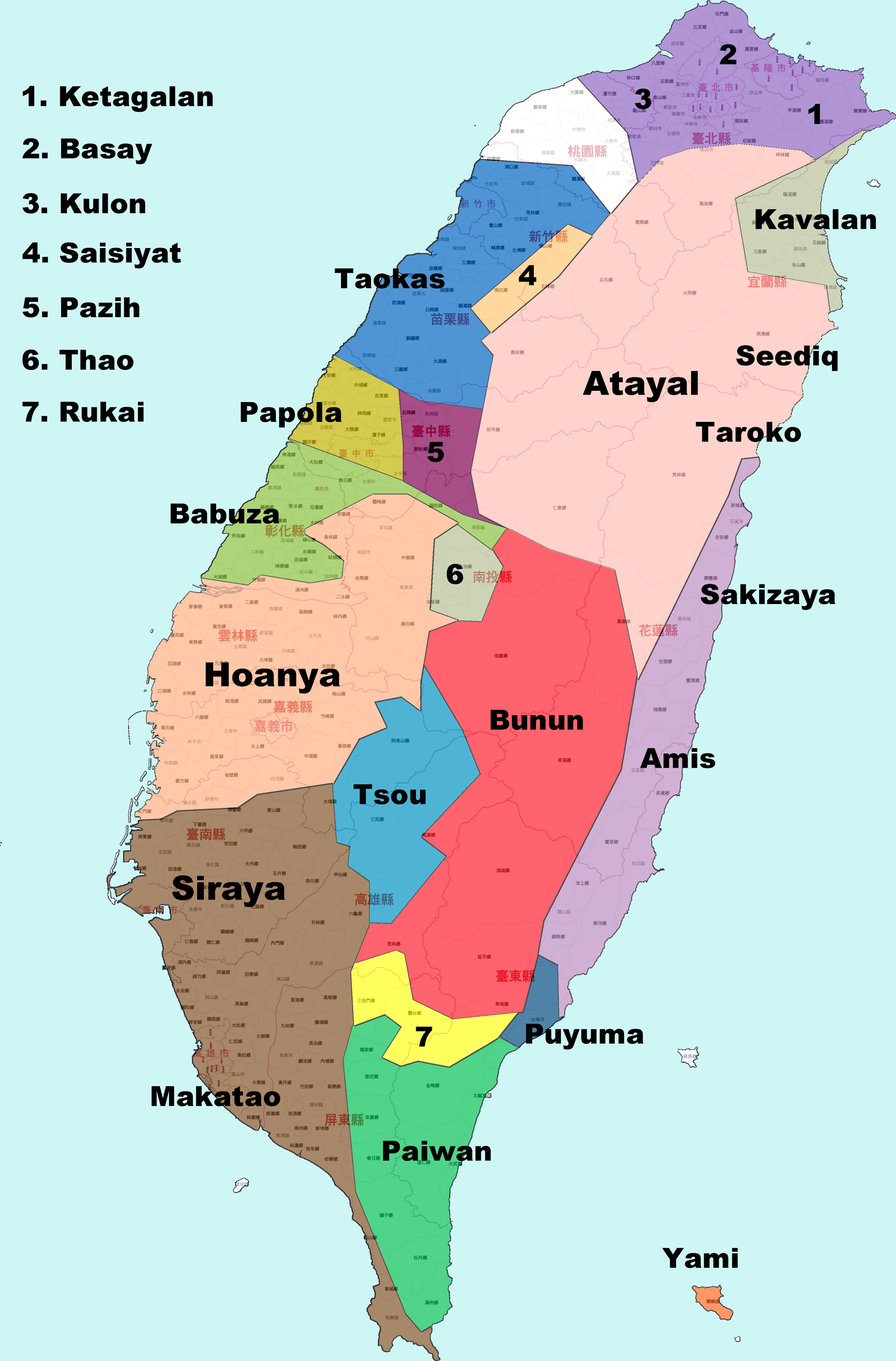
Ursprüngliche Siedlungsgebiete der taiwanischen Ureinwohner

Früher wurden die Ureinwohner Taiwans von den Han als „Fan“ (Han-Schrift 番) bezeichnet, einer der zahlreichen chinesischen Begriffe, mit denen Ausländer oder Fremdvölker bezeichnet wurden. Während der japanischen Herrschaft wurde in Taiwan das Schriftzeichen 蕃 (chin. „Fan“; jap. „Ban“) verwendet, das eine vergleichbare Bedeutung hat. Damalige japanische Ethnologen unterteilten die Ureinwohner Taiwans in neun ethnische Gruppen. Heute hat sich in der Republik China (Taiwan) die Sammelbezeichnung yuanzhumin (原住民 ‚Ureinwohner‘) durchgesetzt. Früher waren auch Begriffe wie shandi tongbao (山地同胞 ‚Berglandsleute‘), tuzhu minzu (土著民族 ‚Eingeborenes Volk‘), xianzhu min (先住民 ‚Ersteinwohner‘) und gaoshan zu (高山族 ‚Volk der hohen Berge‘) üblich. Die ursprünglich in den Ebenen Taiwans lebenden Völker, die in erheblichem Maß von der Han-Mehrheitsgesellschaft assimiliert (sinisiert) wurden, werden Pingpu-Völker (平埔族 Pingbuzu, "Flachland-Völker") genannt und sind seit 2016 eine offiziell anerkannte Unterkategorie der indigenen Völker Taiwans.

## Herkunft
Die Herkunft der Ureinwohner und der Zeitpunkt ihrer Besiedlung Taiwans sind bis heute umstritten. Die Mehrzahl der Linguisten, Historiker und Ethnologen vertritt aber die Ansicht, dass der Ursprung der Austronesier, zu deren Sprachfamilie auch die Ureinwohner Taiwans zählen, auf dem südostasiatischen Festland (heutiges Südchina und Vietnam) war. Ganz sicher hat es mehrere Einwanderungsschübe gegeben, die vor ca. 4000 Jahren, also im 3. Jahrtausend v. Chr. endeten. Der Ethnologe Ling Chunsheng (凌純聲) beschrieb 1954 kulturelle Parallelen zwischen den Minyue, einem Zweig der Yue-Völker, der in vorchristlicher Zeit im Gebiet der heutigen chinesischen Provinz Fujian, lebte, und den Ureinwohnern Taiwans. Er schloss daraus, dass letztere Nachfahren der Minyue seien. Die Entwicklung verlief sicherlich nicht derart einlinig, aber ein Einfluss der Yue-Völker auf die Ethnogenese der frühen Bevölkerung Taiwans ist nicht von der Hand zu weisen.

## Geschichte

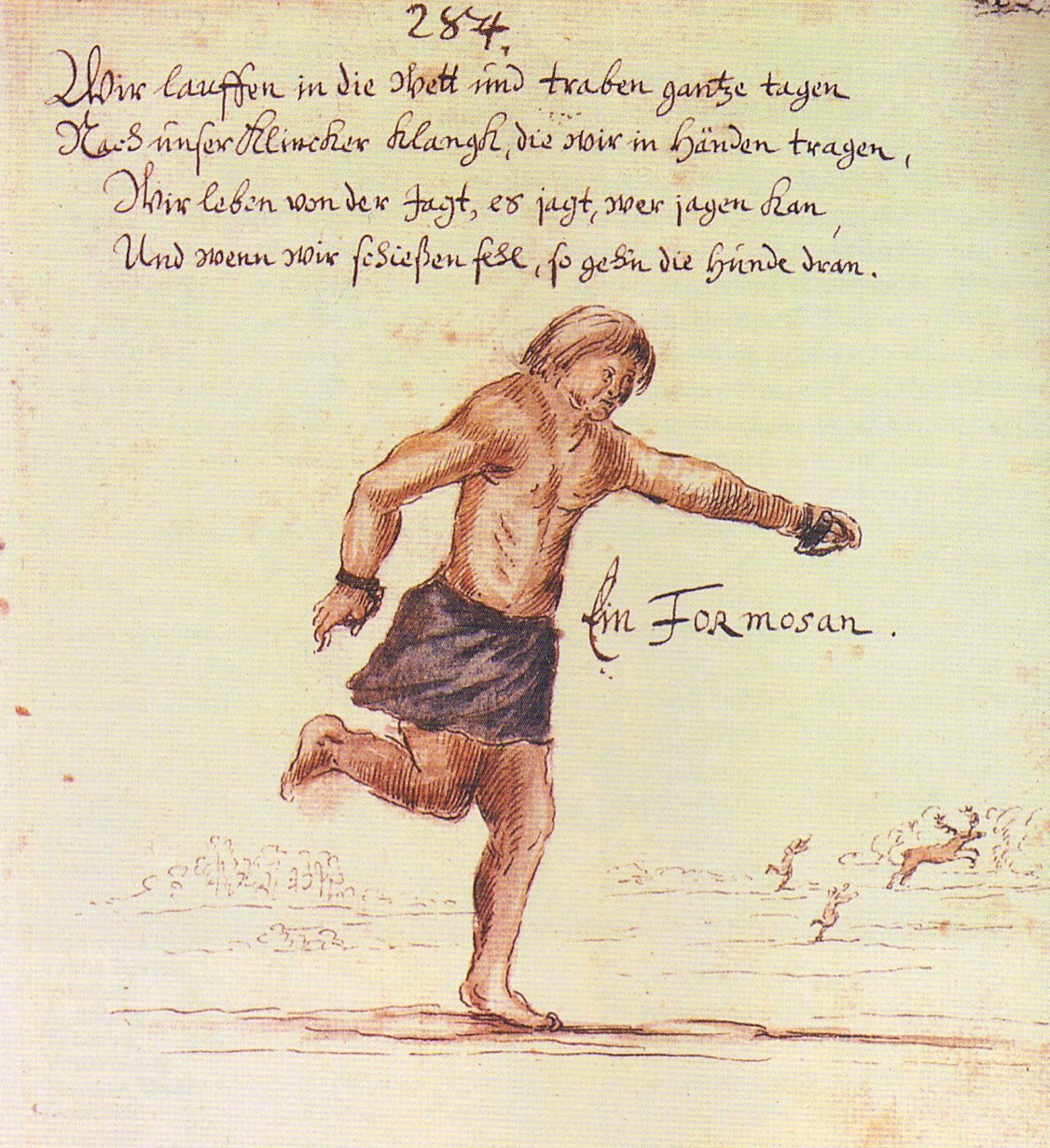
Tuschezeichnung eines Ureinwohners von Formosa durch den Ostasienreisenden Caspar Schmalkalden (1650)

Ab etwa dem 5. bis 3. vorchristlichen Jahrtausend wurde Taiwan durch Menschen besiedelt, die zu den Ethnien gehörten, die heute unter dem Überbegriff „Austronesier“ zusammengefasst werden, und zu denen auch die Bewohner der heutigen Philippinen, Indonesiens, Malaysias, Ozeaniens und Madagaskars gehören. Diese Völker lebten im Wesentlichen in Stammesgesellschaften, ohne eine Schriftkultur zu entwickeln oder ein übergreifendes Staatswesen zu bilden. Lange Zeit, bis ins 20. Jahrhundert hinein, hielten sich archaische Traditionen wie beispielsweise die Kopfjagd.
Den ersten tiefgreifenden Kontakt zur weiteren Außenwelt bildeten die Begegnungen mit europäischen Seefahrern und Eroberern ab dem frühen 17. Jahrhundert. Dies waren vor allem die Niederländer, die Formosa, wie die Insel zeitgenössisch hieß, von 1624 bis 1662 teilweise kontrollierten. Für die Niederländische Ostindien-Kompanie war Formosa vor allem wichtig als Handelsstation im Handel mit China und Japan. Unter niederländischer Herrschaft wurde eine erste Bibelübersetzung in eine einheimische Sprache (Siraya) angefertigt. Schon vor Ankunft der Europäer gab es vermutlich Handelsaustausch mit China. Die niederländische Kolonialverwaltung förderte zusätzlich die Einwanderung von Han-Siedlern. Im Jahr 1661 landete der chinesisch-japanische Seeräuber und Armeeführer Zheng Chenggong (Koxinga) auf der Insel und vertrieb die Niederländer. Danach geriet die Insel nach der Unterwerfung der Nachkommen Zhengs unter die Kontrolle der Qing-Dynastie und in den folgenden Jahrhunderten nahm der Anteil der Han an der Bevölkerung immer weiter zu. Die indigene Bevölkerung wurde entweder assimiliert oder zunehmend ins gebirgige Landesinnere abgedrängt. Die taiwanischen Ureinwohner wurden von chinesischer Seite als unzivilisierte Wilde (番,  Fān) betrachtet, die der chinesischen Hochkultur nichts Ebenbürtiges entgegenzusetzen hätten. Zur Zeit der Qing-Dynastie waren nur die westlichen Ebenen der Insel Taiwan effektiv unter der Kontrolle der chinesischen Verwaltung. Im zentralen, unzugänglichen Bergland im Osten der Insel lebten die indigenen Völker weiter in tradierter Weise und von der Außenwelt weitgehend ungestört.
Nach dem Vertrag von Shimonoseki 1895, der den japanisch-chinesischen Krieg von 1894/95 beendete, kam Taiwan unter japanische Herrschaft. Jede Aufstandsbewegung auf Taiwan wurde rigoros unterdrückt und durch Einsatz von Polizei und Militär wurde auch das Bergland unter die staatliche Kontrolle gebracht. Japaner führten unter anderem Zwangsumsiedlungen durch, förderten jedoch auch die wirtschaftliche und kulturelle Entwicklung. Die Eingeborenenkulturen wurden intensiv wissenschaftlich studiert, wobei sich Mori Ushinosuke (森丑之助) hervortat, und es wurden Versuche unternommen, sie an die japanische Kultur anzugleichen bzw. den Führungspersonen der Eingeborenen ein japanisches Werte-Ethos zu vermitteln.
Nach dem Zweiten Weltkrieg kam Taiwan 1945 wieder zu China. Nach dem verlorenen Bürgerkrieg verlegte die Regierung der Republik China 1949 ihren Sitz nach Taiwan. Den indigenen Völkern wurde zunächst keine wesentliche Beachtung geschenkt. Weiterhin bestand ein erheblicher Assimilationsdruck in die chinesische Mehrheitsgesellschaft. Erst nach der Demokratisierung der politischen Verhältnisse in Taiwan ab Ende der 1980er Jahre änderten sich die Einstellungen und die Kulturen der Ureinwohner wurden zunehmend als ein wertvolles und zu bewahrendes Kulturerbe Taiwans angesehen.

## Politische Emanzipation und Entwicklung des rechtlichen Status seit 1980
| Jahr | Regelung |
| ---- | --- |
| 1994 | Schutz der Rechte der indigenen Völker erhält Verfassungsrang; Bezeichnung „Ureinwohner“ statt „Bergbewohner“                        |
| 1997 | Offizielle Bezeichnung „Indigene Völker“                                                                                             |
| 2005 | Der 1. August wird zum „Tag der indigenen Völker“; Inkrafttreten des „Grundgesetzes für die indigenen Völker“                        |
| 2014 | Der Council of Indigenous Peoples („Rat der indigenen Völker“) als Gremium wurde offiziell zur Instanz auf ministerial Ebene erhoben |
| 2016 | Offizielle Entschuldigung der Staatspräsidentin Tsai Ing-wen bei den indigenen Völkern                                               |
| 2017 | „Gesetz über die Entwicklung der indigenen Sprachen“ tritt in Kraft                                                                  |

Parallel zur beginnenden Demokratisierung der taiwanischen Gesellschaft entwickelte sich eine soziale Bewegung unter den indigenen Völkern, die Gleichberechtigung und Anerkennung einforderte. Am 29. Dezember 1984 gründete eine Gruppe von 23 indigenen Repräsentanten und Han-chinesischen Bürgerrechtlern die Vereinigung für die Rechte der Ureinwohner Taiwans (台灣原住民權利促進會), die als Interessengruppierung agierte.
Am 1. August 1994 entsprach die Nationalversammlung einer der von den indigenen Vertretern vorgebrachten Forderungen, indem sie einen Zusatzartikel verabschiedete, mit dem der Schutz der Rechte der indigenen Völker in der Verfassung festgeschrieben wurde. Die frühere amtlich-bürokratische Bezeichnung shanbao (山胞, „Bergbewohner“, „Landsleute der Gebirge“) für die austronesischen Ureinwohner wurde durch den Begriff yuanzhumin (原住民, englisch indigenous people, „Ureinwohner“ oder „Indigene Bevölkerung“) ersetzt. 1997 wurde der Begriff in der Verfassung erneut modifiziert und durch yuanzhu minzu (原住民族, englisch indigenous peoples, oder „indigene Völker“), die heute geltende Bezeichnung, ersetzt.
Besonderes Gehör erfuhren die Forderungen der indigenen Vertreter durch die Demokratische Fortschrittspartei (DPP), da diese den Vorstellungen der DPP von einer genuin „taiwanischen“, von Festlandchina unterschiedenen Identität und Kultur entgegenkamen. Im Jahr 2005, zur Zeit des DPP-Präsidenten Chen Shui-bian beschloss der Exekutiv-Yuan, den 1. August jeden Jahres als „Tag der indigenen Völker“ (原住民族日) zum Feiertag zu erklären. Am 5. Februar 2005 trat das „Grundgesetz für die indigenen Völker“ (原住民族基本法, englisch The Indigenous Peoples Basic Law) in Kraft. Seit dem 26. März 2014 (103. Jahr nach dem Minguo-Zeitalter) wurde das höchste Gremium zur Verwaltung der Belange der indigenen Bevölkerung Taiwans, der „Rats der indigenen Völker“ (原住民族委員會, englisch Council of Indigenous People – CIP), nach Gesetzesänderungen rechtlich gestärkt und politisch aufgewertet. Der Rat ist seitdem ein behördliches Gremium auf der ministerial Ebene.
Unter der von 2016 bis 2024 amtierenden DPP-Präsidentin Tsai Ing-wen wurden ebenfalls wichtige Gesetze zur Förderung der indigenen Kulturen und Sprachen verabschiedet. Am 29. Juli 2016 billigte der Exekutiv-Yuan ein umfangreiches Maßnahmenpaket zur Besserstellung der indigenen Völker. Unter anderem wurde die Regierung verpflichtet, jedes Jahr am 1. August einen Bericht zur Lage der indigenen Völker vorzulegen. Am 1. August 2016 – dem Tag der indigenen Völker – entschuldigte sich die taiwanische Präsidentin Tsai Ing-wen vor Vertretern der 16 offiziell anerkannten Ureinwohner-Völker für Jahrhunderte der Unterdrückung und Missachtung ihrer Kultur. Die Ureinwohner seien in den letzten 400 Jahren durch die Einwanderer und Machthaber vom Festland gewaltsam ihrer Rechte und ihres Landbesitzes beraubt worden. Eine einfache Entschuldigung reiche nicht aus, um dieses Unrecht wiedergutzumachen. Die Präsidentin kündigte an, eine historische Kommission zur Untersuchung der Geschichte der indigenen Völker einzusetzen und versprach diesen größere Rechte bei ihrer Selbstverwaltung sowie Unterstützung zur Bewahrung ihrer Sprache und Kultur. Dies war die erste derartige Erklärung eines taiwanischen Staatsoberhaupts.
Am 14. Juni 2017 wurde das „Gesetz zur Entwicklung der indigenen Sprachen“ (土著語言發展法,  Tǔzhù yǔyán fāzhǎnfǎ, englisch Indigenous Languages Development Act) rechtswirksam. Das Gesetz schrieb vor, dass in Regionen der indigenen Völker die lokal gesprochenen offiziell anerkannten indigenen Sprachen und Dialekte auch im amtlichen Gebrauch z. B. vor Gericht benutzt werden durften. Amtliche Einrichtungen und Behörden sollten grundsätzlich auch in den indigenen Sprachen ausgeschildert sein. Naturgegebenheiten (Berge, Flüsse etc.) sollten bevorzugt Benennungen in den indigenen Sprachen erhalten. Die Mehrsprachigkeit von Behörden sollte gefördert werden.

## Die 16 offiziell anerkannten Ureinwohner-Völker

Ungefähre Siedlungsgebiete der indigenen Völker (in den Siedlungsgebieten stellen die indigenen Völker größtenteils nur eine Minderheit dar)

Folgende 16 ethnische Minderheiten werden offiziell als indigene Völker (einschließlich Untergruppen) anerkannt (rechts die chinesische Bezeichnung):
- die Ami (Amis, Ami, Pangcah) 阿美族 Āměi zú;
- die Atayal (Tayal, Tayan) 泰雅族 Tàiyǎ zú;
- die Bunun 布農族 Bùnóng zú;
- die Hla’alua 拉阿魯哇族 Lā’ālǔwā zú;
- die Kanakanavu 卡那卡那富族 Kǎnǎkǎnǎfù zú;
- die Kavalan 噶瑪蘭族 Gámǎlán zú, auch 卡瓦蘭族 Kǎwǎlán zú;
- die Paiwan 排灣族 Páiwān zú;
- die Puyuma 卑南族 Bēinán zú, auch Pinuyumayan 漂馬族 Piāomǎ zú genannt;
- die Rukai 魯凱族 Lǔkǎi zú, auch Tsarisen, Tsalisen oder Salisen genannt;
- die Saisiyat 賽夏族 Sàixià zú, auch als Saisiat transkribiert;
- die Sakizaya (Sakiraya) 撒奇萊雅族 Sāqíláiyǎ zú;
- die Sediq 塞德克 Sàidékè.
- die Tau 達悟族 Dáwù zú, früher auch Yami 雅美族 Yǎměi zú zu genannt;
- die Thao 劭族 Shàozú;
- die Truku (Taroko) 太魯閣族 Tàilǔgé zú;
- die Tsou 鄒族 Zōuzú, auch 曹族 Cáozú;

| Status            | Sprache                                              |
| ----------------- | ---------------------------------------------------- |
| Kritisch bedroht  | Kanakanavu, Kavalan, Hla’alua, Thao                  |
| Ernsthaft bedroht | Saisiyat                                             |
| Eindeutig bedroht | Bunun                                                |
| Bedroht           | Ami, Atayal, Paiwan, Puyuma, Rukai, Truku, Tau, Tsou |

Die Amis, Kavalan und Tsou sind Stammesgesellschaften aus dem Flachland, die sich im Laufe des 20. Jahrhunderts in die Berge geflüchtet haben.
Nach dem Gesetz zur Entwicklung der muttersprachlichen Sprachen (原住民族語言發展法) vom 14. Juni 2017 gelten die Sprachen der 16 offiziell anerkannten Ureinwohner-Völker als Nationalsprachen Taiwans. In 55 Gemeinden Taiwans können die Behörden offizielle Dokumente auch in diesen Sprachen veröffentlichen bzw. ausstellen.
Von den 16 offiziell anerkannten indigenen Sprachen werden Kanakanavu, Kavalan, Hla’alua and Thao durch die UNESCO als „kritisch bedroht“ klassifiziert, Saisiyat wird als „ernsthaft bedroht“ (severely endangered) eingestuft, Bunun als „eindeutig bedroht“ (definitely endangered) und weitere acht (Amis, Atayal, Paiwan, Puyuma, Rukai, Truku, Tao und Tsou) gelten als „bedroht“. Die beiden Sprachen Seediq und Sakiraya tauchen in der UNESCO-Klassifikation nicht auf, da diese Sprachen durch die Republik China nicht als eigene Sprachen anerkannt sind, sondern als Gruppe der Atayal bzw. Amis klassifiziert werden.

## Nicht offiziell anerkannte Völker Taiwans
Diese Kategorie umfasst vor allem die Gruppe der Pingpu (Peipo) – 平埔族,  Píngpǔ zú – „Volk der Flachebenen“. Sie sind sehr stark von der dominierenden Kultur der seit dem 17. Jahrhundert eingewanderten Han assimiliert worden und ihre Sprachen sind so gut wie ausgestorben. Gegenwärtig streben zehn Pingpu-Völker (z. T. mit Untergruppen) nach offizieller Anerkennung; es sind dies:
1. die Ketagalan 凱達格蘭族 Kǎidágélán zú;
  - Basay 馬賽人 Mǎsài rén;
  - Trobian 多囉美人 Duōluōměi rén;
  - Luilang 雷朗人 Léilǎng rén;
2. die Taokas 道卡斯族 Dàokǎsī zú;
3. die Pazeh 巴則海族 Bāzéhǎi zú, auch 拍宰海族 Pāizǎihǎi zú oder 巴宰族 Bāzǎi zú;
4. die Kaxabu (Kahapu, Kahabu) 噶哈巫族 Gáhāwū zú (galten früher als Untergruppe der Pazeh);
5. die Papora (Papura) 巴布拉族 Bābùlā zú, auch 拍瀑拉族 Pāipùlā zú;
  - Favoran 費佛朗人 Fèifólǎng rén;
6. die Babuza (Bapuza) 巴布薩族 Bābùsà zú, auch 貓霧族 Māowù zú;
7. die Hoanya 洪雅族 Hóngyǎ zú, auch 和安雅族 Hé'ānyǎ zú oder 洪安雅族 Hóng'ānyǎ zú;
  - Arikun 阿立昆人 Ālìkūn rén;
  - Lloa 羅亞人 Luóyà rén;
8. die Siraya 西拉雅族 Xīlāyǎ zú;
9. die Makatao (Makalao, Makattao) 馬卡道族 Mǎkǎdào zú (galten früher als Untergruppe der Siraya);
10. die Taivoan (Tavorlong) 大武壟族 Dàwǔlǒng zú, früher auch 四社熟番 Sìshè shúfān (galten früher als Untergruppe der Siraya);

Von den Qaugaut 猴猴人 Hóuhóu rén scheint es keine Nachfahren mehr zu geben, die sich ihrer Abstammung noch bewusst sind.

## Statistiken
Die folgende Zahlen geben die Statistiken des taiwanischen Innenministeriums und die Zahlenangaben des Rats der indigenen Völker Taiwans wieder. In der regierungsoffiziellen Statistik wird nicht zwischen verschiedenen indigenen Ethnien unterschieden, sondern alle werden gemeinsam als „indigene Bevölkerung“ gezählt.
| Verwaltungseinheit                          | Indigene | Gesamt     | Prozentual [%] |
| ------------------------------------------- | -------- | ---------- | -------------- |
| Neu-Taipeh                                  | 54.882   | 3.985.698  | 1,38           |
| Taipeh                                      | 16.181   | 2.683.202  | 0,60           |
| Taoyuan                                     | 69.896   | 2.181.470  | 3,20           |
| Taichung                                    | 33.049   | 2.783.298  | 1,19           |
| Tainan                                      | 7.525    | 1.886.387  | 0,40           |
| Kaohsiung                                   | 33.622   | 2.776.791  | 1,21           |
| Landkreis Yilan                             | 16.830   | 456.756    | 3,68           |
| Landkreis Hsinchu                           | 21.207   | 551.447    | 3,85           |
| Landkreis Miaoli                            | 11.278   | 554.652    | 2,03           |
| Landkreis Changhua                          | 5.577    | 1.282.934  | 0,43           |
| Landkreis Nantou                            | 28.874   | 501.757    | 5,75           |
| Landkreis Yunlin                            | 2.341    | 691.021    | 0,34           |
| Landkreis Chiayi                            | 5.810    | 511.797    | 1,14           |
| Landkreis Pingtung                          | 58.892   | 830.697    | 7,09           |
| Landkreis Taitung                           | 78.872   | 219.686    | 35,90          |
| Landkreis Hualien                           | 92.479   | 329.462    | 28,07          |
| Penghu-Inseln                               | 474      | 103.956    | 0,46           |
| Keelung                                     | 9.281    | 371.669    | 2,50           |
| Hsinchu                                     | 3.912    | 440.409    | 0,89           |
| Chiayi                                      | 1.048    | 269.364    | 0,39           |
| Kinmen                                      | 1.005    | 137.042    | 0,73           |
| Matsu-Inseln                                | 193      | 12.823     | 1,51           |
| Gesamt                                      | 553.228  | 23.562.318 | 2,35           |
| Quelle: Innenministerium der Republik China |          |            |                |

| Ethnie                                                                    | Zahl    | Hauptsiedlungsgebiet |
| ------------------------------------------------------------------------- | ------- | --- |
| Amis                                                                      | 177.000 | Bergland des Landkreises Taitung und Halbinsel Hengchun des Landkreises Pingtung |
| Atayal                                                                    | 81.000  | Nördliches Bergland des Taiwanischen Zentralgebirges, einschließlich des Gebiets nördlich von Puli (Landkreis Nantou) bis Hualien (Landkreis Hualien)                                                   |
| Bunun                                                                     | 50.000  | verstreut im Bergland des Taiwanischen Zentralgebirges, um den Bezirk Namaxia von Kaohsiung, die Gemeinde Haiduan des Landkreises Taitung und im Landkreis Nantou                                       |
| Hla’alua                                                                  | 400     | in den Dörfern Gaozhong (高中里) und Taoyuan (桃源里), beide im Bezirk Tauyuan von Kaohsiung; im Dorf Maya (瑪雅里) im Bezirk Namaxia von Kaohsiung                                                     |
| Kanakanavu                                                                | 520     | im Bezirk Namaxia von Kaohsiung, an den Flussufern des Nanzixian-Flusses (楠梓仙溪) |
| Kavalan                                                                   | 1.100   | früher im Landkreis Yilan, heute in den Landkreisen Hualien und Taitung |
| Paiwan                                                                    | 86.000  | westlicher und östlicher Teil des Taiwanischen Zentralgebirges, im Norden vom Berg Dawu bis südlich nach Hengchun, von Fangliao (Landkreis Pingtung) im Westen bis Taimali (Landkreis Taitung) im Osten |
| Puyuma                                                                    | 11.000  | südlich der Stadt Taitung im Taitung-Tal |
| Rukai                                                                     | 11.600  | Bezirk Maolin (Stadt Kaohsiung), Gemeinde Wutai (Landkreis Pingtung) und im Dorf Dongxing (東興村) in Beinan (Landkreis Taitung)                                                                        |
| Saisiyat                                                                  | 5.300   | überwiegend in Wufeng (Landkreis Hsinchu), Nanzhuang und Shitan (beide Landkreis Miaoli) |
| Sakizaya                                                                  | 971     | in der Chilai-Ebene des Landkreises Hualien |
| Sediq                                                                     | 10.000  | – |
| Tau (Yami)                                                                | 3.500   | „Orchideeninsel“ Lan Yu |
| Thao                                                                      | 648     | Gemeinden Yuchi und Shuili des Landkreises Nantou |
| Truku                                                                     | 24.000  | Urheimat war der Landkreis Nantou, von dort Wanderung über das Zentralgebirge Richtung Osten und Siedlung entlang des Flusses Liwu                                                                      |
| Tsou                                                                      | 6.500   | Gemeinde Alishan (Landkreis Chiayi), Gemeinde Xinyi (Landkreis Nantou), sowie Bezirke Tauyuan und Namaxia von Kaohsiung                                                                                 |
| Quelle: Council of Indigenous People – „Rat der Indigenen Völker Taiwans“ |         | |

## Ureinwohner Taiwans in China
Volksrepublik China betrachtet Taiwan als eine „abtrünnige Provinz“ und zählt die Ureinwohner Taiwans als eine ihrer 56 Nationalitäten, die offiziell von der chinesischen Regierung anerkannt sind. Sie werden dort als „Gaoshan“ (高山族,  Gāoshān zú – „Bergvölker“) bezeichnet.